# Hippophae salicifolia
Hippophae salicifolia là một loài thực vật có hoa trong họ Elaeagnaceae. Loài này được D.Don mô tả khoa học đầu tiên năm 1825.